# Sinocyclocheilus longifinus
Sinocyclocheilus longifinus är en fiskart som beskrevs av Li, 1996. Sinocyclocheilus longifinus ingår i släktet Sinocyclocheilus och familjen karpfiskar. Inga underarter finns listade i Catalogue of Life.